# Julia Wozek
Julia Wozek (* 1997 als Julia Vozenilek) ist eine österreichische Schauspielerin.

## Leben
Julia Wozek wuchs in Wien und Niederösterreich auf. Erstmals stand sie mit 14 Jahren auf der Bühne in dem Theaterstück Sucht.Quartier von Karl Wozek im Palais Kabelwerk (heute WERK X). Danach folgten weitere Rollen, unter anderem Mirandolina in Mirandolina, Gretchen in Faust, Esmeralda in Der Glöckner von Notre-Dame oder Luzia in Schlag auf Schlag, an verschiedenen Theaterhäusern in Wien und Umgebung (unter anderem am Dschungel Wien, am Stadttheater Berndorf und an der Werftbühne Korneuburg).
Sie studierte Schauspiel an der Schauspielschule Krauss und absolvierte im Jahr 2018 die Paritätische Bühnenreifeprüfung.
2019 gründete sie den Verein wozek.film. Von 2020 bis 2021 produzierte sie die Webserie „Spiel dich nicht“ auf YouTube.
Im Oktober 2019 spielte sie eine Episodenhauptrolle in der Serie SOKO Donau. Im Herbst 2022 folgten die Dreharbeiten für den neuen Wiener Tatort.

## Filmografie
- 2019: SOKO Donau – Mannschaftsgeist (Regie: Olaf Kreisen)[1]
- 2020–2021: Spiel dich nicht (Webserie)[2]
- 2022: Totenfrau (Fernsehserie – Netflix, ORF – Regie: Nicolai Rohde)[3]
- 2023: Tatort: Bauernsterben
- 2024: Beasts Like Us (Fernsehserie)
- 2024: Schnell ermittelt (Fernsehserie, Folge Rudolf Faden)
- 2024: Die Liesl von der Post – Klapperstorch (Fernsehreihe)
- 2025: SOKO Donau/SOKO Wien (Fernsehserie, Folge: Nix rennt ohne Geld)

## Theaterrollen (Auswahl)
- Jana in: 40 Tage ohne Handy am Jungen Theater im ersten Stock 2017[4]
- Charlotte in We rule the school im Dschungel Wien 2017[5]
- Elisabeth in Glaube Liebe Hoffnung auf der Werftbühne Korneuburg 2017[6]
- Babaku in Bakabu und der goldene Notenschlüssel am Stadttheater Berndorf 2018[7]
- Johanna in Lust am Leben im Dschungel Wien 2018[8]
- Mirandolina in Mirandolina auf der Werftbühne Korneuburg 2018[9]
- Babaku in Bakabu: Abenteuer im Weltall am Stadttheater Berndorf 2019[10]
- Esmeralda in Der Glöckner von Notre-Dame auf der Werftbühne Korneuburg 2019[11]
- Einzwerg in Schneewittchen – Das Einzwergmärchen im Stadttheater Berndorf[12]
- Lisa Malea in Basic Bitch im Theater Arche 2021 & 2022[13]